# Simonas Bilis
Simonas Bilis (Panevėžys, 11 novembre 1993) è un ex nuotatore lituano.

## Carriera
Specializzato nello stile libero, ha vinto la medaglia d'oro nei 100m in vasca corta ai mondiali di Windsor 2016.
Ha rappresentato la Lituania ai Giochi Olimpici di Rio 2016.

## Palmarès
- Mondiali in vasca corta

Windsor 2016: oro nei 100m sl e bronzo nei 50m sl.

## International Swimming League
| Stagione 2019   | Stagione 2020   | Stagione 2021   |
| --------------- | --------------- | --------------- |
| Energy Standard | Energy Standard | Energy Standard |